# Giovanni Falzone
Giovanni Falzone (Lippstadt, 22 maggio 1974) è un trombettista italiano.

## Biografia
Giovanni Falzone, trombettista e compositore si diploma a pieni voti in tromba presso il Conservatorio di Musica “V. Bellini” di Palermo sotto la guida del Maestro Gioacchino Ciavarello. In seguito si diploma in Jazz, con il massimo dei voti, presso il Conservatorio "G. Verdi" di Milano. Dal 1996 al 2004 ha collaborato con vari enti lirici e sinfonici italiani. Ha fatto parte stabilmente dell’Orchestra Sinfonica “G. Verdi” di Milano dove ha avuto occasione di suonare con direttori e solisti di fama internazionale come: Giuseppe Sinopoli, Claudio Abbado, Carlo Maria Giulini, Riccardo Chailly, Yutaka Sado, Luciano Berio, Vladimir Jurowski, Valere Giergev, Martha Argerich, Placido Domingo, Viktorija Mullova, etc.
Dal 2004 si dedica definitivamente alla musica jazz e alla composizione.
Ha avuto modo di condividere il palco con musicisti come: Giorgio Gaslini, Dave Burrell, Ernest Dawkins, Jim Black, Jeff Ballard, Ben Wendel, Kenny Werner, Enrico Pieranunzi, Rita Marcotulli, Salvatore Bonafede, Glauco Venier, Ada Montellanico, Roberto Gatto, Flavio Boltro, Maurizio Giammarco, Claudio Fasoli, Francesco Bearzatti, Tino Tracanna, Umberto Fiorentino, Roberto Cecchetto, Walter Beltrami, Paolino Dalla Porta, Furio Di Castri, Paolo Damiani e con molti altri ancora. 
In qualità di Band-Leader ha suonato in vari Festival Jazz Nazionali ed Internazionali: Umbria Jazz Winter, “Villette Jazz Festival” di Parigi, Clusone Jazz, AH-UM Jazz Festival, Bergen Natt Jazz, Copenaghen Jazz Festival, Aarhus International Jazz Festival, Sardinia Jazz Festival, Pavia Jazz Festival, Vicenza Jazz Festival, Monticelli Jazz, Molde Jazz Festival, La Palma Jazz, Bolzano Jazz, Teano Jazz, Tortona Jazz Festival, Iseo Jazz Festival, Festival Delle Silene, Edimburgo Jazz Festival, Odessa Jazz Festival, Bordeaux Jazz Festival, Zerozero Jazz, Auditorium Parco della Musica (Roma), Skopje, Villa Celimontana, Grenoble Jazz Festival, Nantes Jazz Festival, Treviso Suona Jazz, ecc... 
Nel 2019 ha ricevuto una commissione da parte dell’orchestra sinfonica di Milano ed ha composto ed eseguito la “Blackstar Suite” per Trio e Orchestra Sinfonica. 
Ha Insegnato strumento e musica d'insieme jazz presso il Conservatorio “G. Verdi” di Milano, al Conservatorio “G. Verdi” di Como, ai corsi di strumento e musica d'insieme della New York University (Europe) e a Siena Jazz University. 
Attualmente è docente di strumento e di musica d’insieme presso il Conservatorio “L. Marenzio” di Brescia e a Siena Jazz University, alternando attività didattica, solistica e compositiva. 
E’ risultato vincitore dei seguenti premi:
- BEST TALENT Umbria Jazz Clinics 2000; “DJANGO D’OR 2004”  Miglior Nuovo Talento
- TOP JAZZ 2004 Musica Jazz  Miglior Nuovo Talento; Trofeo Insound 2008 categoria Fiati
- Accademie Du Jazz 2009 - 2º classificato Categoria Miglior Musicista Europeo
- TOP JAZZ 2011 Musica Jazz Miglior Album “Around Ornette”
- TOP JAZZ 2011 Musica Jazz Miglior Strumentista categoria OTTONI
- Premio Nazionale ”Alessio Di Giovanni” 2017 - Categoria Musica
- Inserito nel “Libro D’Oro” della citta di Lippstadt (D) 2019
- Premio Città di Aragona 2023

## Discografia

### Leader
- 2002 - Music For Five Splasc(H) records
- 2003 - Big Fracture Soul Note
- 2003 - Live In Clusone Soul Note
- 2004 - Earthquake Suite Soul Note
- 2005 - Suite For Bird Soul Note
- 2006 - Meeting In Paris Soul Note
- 2007 - R-Evolutin Suite Soul Note
- 2008 - Stylus Q.(come Tracanna-Falzone-Dalla Porta-Marinoni) Abeat Records
- 2010 - Around Jimi Cam Jazz
- 2011 - Songs (come If Duo - con Bruno Angelini) Abeat Records
- 2011 - Around Ornette Parco della Musica Records
- 2016 - Led Zeppelin Suite Musicamorfosi/Maccalube Records
- 2017 - Pianeti Affini Cam Jazz
- 2017 - Migrante Maccalube Records
- 2018 - Far East Trip Musicamorfosi/Maccalube Records
- 2019 - L’albero Delle Fate  Parco della Musica Records
- 2021 - Dialogo Espressivo Parco della Musica Records
- 2023 - Canto Terrestre Parco della Musica Records

### Collaborazioni
- 2005 - Immagini di Massimo Colombo
- 2006 - Unquiet serenade di Nicita/Di Rosa (Abeat Records)
- 2007 - Pollock Suite di Ferdinando Faraò (Music Center)
- 2009 - Metafore Semplici di Yuri Goloubev (Universal)
- 2010 - Bossa & Friends di Alvaro Belloni (Music Center)
- 2012 - Suono di donna di Ada Montellanico(Egea)
- 2013 - Monk'n'Roll di Francesco Bearzatti Tinissima 4et (Cam Jazz)